# Edward Wojda
Edward Wojda (né le 22 novembre 1936 et mort le 21 mars 1990) est un lutteur polonais.

## Palmarès

### Championnats d'Europe
- Médaille d'argent en catégorie des plus de 100 kg en 1970